# Gerhard Baaken
Gerhard Baaken (* 29. Juli 1927 in Straelen; † 6. Juni 2010 in Tübingen) war ein deutscher Historiker und Diplomatiker.

Gerhard Baaken stammte vom Niederrhein und wurde noch in den letzten Kriegsmonaten als Soldat eingezogen und an die Ostfront versetzt. Nach Kriegsende studierte er Philologie und Geschichte an den Universitäten Köln, Marburg und nach einer Unterbrechung wegen eines kriegsbedingten Lungenleidens schließlich in Tübingen. Dort wurde er bei Heinrich Dannenbauer 1958 mit einer Arbeit über die Königsfreien in Ostsachsen promoviert. Im gleichen Jahr übernahm er für acht Jahre eine wissenschaftliche Assistentenstelle am Historischen Seminar. 1966 erfolgte die Habilitation mit der Arbeit Geschichte Kaiser Heinrichs VI. mit den Regesten seiner Urkunden I. 1973 wurde er Wissenschaftlicher Rat an der Universität Tübingen. Die Stelle wurde später in eine Professur für Mittlere und Neuere Geschichte umgewandelt. Baaken war zweimal Dekan des Fachbereichs Geschichte bzw. der Geschichtswissenschaftlichen Fakultät. 1980/82 war er Vorsitzender des Großen Senats und 1984 Sprecher der Professorenschaft.
Baaken war Gründungsmitglied der deutschen Regestenkommission und Bearbeiter der Regesten Heinrichs VI. Er war langjähriger Projektleiter der „Papstregesten 1181–1198“. Baaken publizierte zur Reichsgeschichte in staufischer Zeit und zur Geschichte Italiens. Elf Aufsätze Baakens zur Stauferzeit und vor allem zu Heinrich VI. aus den Jahren 1968 bis 1995 wurden in einer Festschrift 1997 herausgegeben. Baaken veröffentlichte grundlegende Aufsätze über „Die Altersfolge der Söhne Friedrich Barbarossas und die Königserhebung Heinrichs VI.“, über „Die Verhandlungen zwischen Kaiser Heinrich VI. und Papst Coelestin III. in den Jahren 1195–1197“ oder über die „Unio regni ad imperium. Die Verhandlungen von Verona 1184 und die Eheabredung zwischen König Heinrich VI. und Konstanze von Sizilien“. Baaken vertrat die These von einer strikten Weigerung Heinrichs VI., das sizilische Königreich vom Papst zu Lehen zu nehmen. Er legte 1993 eine Monographie über die Geschichte der kaiserlichen Ansprüche auf Süditalien und Sizilien bis zur Verzichtserklärung Rudolfs I. von Habsburg vor.
Gerhard Baaken war verheiratet mit der Mittelalterhistorikern Katrin Baaken, geborene Feldmann (1940–2024).

## Schriften (Auswahl)
- Königtum, Burgen und Königsfreie (= Vorträge und Forschungen. Bd. 6). 2. unveränderte Auflage. Thorbecke, Sigmaringen 1981, ISBN 3-7995-6606-6. (Digitalisat)
- Ius imperii ad regnum. Königreich Sizilien, Imperium Romanum und römisches Papsttum vom Tode Kaiser Heinrichs VI. bis zu den Verzichterklärungen Rudolfs von Habsburg (= Forschungen zur Kaiser- und Papstgeschichte des Mittelalters. Bd. 11). Böhlau, Köln 1993, ISBN 3-412-03693-5.